# Лозовата (притока Бешки)
Лозовата — річка  в Україні, у Знам'янському й Олександрійському районах Кіровоградської області, ліва притока  Бешки (басейн Дніпра).

## Опис
Довжина річки приблизно 8 км.

## Розташування
Бере  початок на південному заході від селища Пантаївки. Тече переважно на південний схід через Лозуватку (колишня назва Лозоватка Ордена) і  на північному сході від Нової Праги впадає у річку Бешку, праву притоку Інгульця.